# Rano Karno
Rano Karno (né le 8 octobre 1960) est un acteur homme politique indonésien, gouverneur de Banten de 2015 à 2017.
Il est le fils de l'acteur Sukarno M. Noor et est lui-même acteur depuis le début des années 1970.